# Fran Alonso
Fran Alonso (Vigo, 1963) és un narrador i poeta gallec, llicenciat en filologia gallegoportuguesa. La seva trajectòria professional està lligada a l'àmbit del periodisme i de l'edició. Amb l'obra titulada Trailer va guanyar en 1991 el Premi Blanco Amor de Novel·la. Hi van seguir uns altres títols com Cemiterio de elefantes (1994), Silencio (1995), Territorio ocupado (1998), O brillo dos elefantes (1999), Males de cabeza (2001), Cartas de amor (2006) i A vida secreta de María Mariño (2007).
La seva vinculació als mitjans de comunicació es concreta a través de la col·laboració en publicacions com Diario 16 de Galícia, La Voz de Galicia, A Nosa Terra i el suplement "Luces" del diari El País. Manté en la xarxa el blog Cabrafanada. Com a poeta, és autor de Ciudades, Premi Rañolas al millor llibre infantil i juvenil de 1997, traduït al castellà. Una bona part de la seva poesia està recollida en el volum Subversións (2001). El seu últim poemari, Balada solitaria, és un diàleg entre els seus versos i les imatges del fotògraf portuguès Renato Roque. També és autor de l'antologia Poetízate (2006), una informal antologia de la poesia gallega, i de l'àlbum il·lustrat A casa da duna (2002), distingit amb el White Ravens.